# Lista de desembargadores do Tribunal Regional Federal da 5.ª Região
Esta é uma lista de desembargadores federais do Tribunal Regional Federal da 5.ª Região, por ordem de antiguidade, desde a sua fundação.
| nº | Nome                                     | Local de Nascimento         | Vaga                           | Origem                  | Data da Posse | Vacância        | Data da Vacância |
| 1  | Ridalvo Costa                            | Caicó                       | Fundador                       | Juiz Federal            |               | Aposentadoria   |                  |
| 2  | Araken Mariz                             | Serra Negra do Norte        | Fundador                       | Juiz Federal            |               | Aposentadoria   |                  |
| 3  | Hugo de Brito Machado                    | Piracuruca                  | Fundador                       | Juiz Federal            |               | Aposentadoria   |                  |
| 4  | José Augusto Delgado                     | São José do Campestre       | Fundador                       | Juiz Federal            |               | Ministro do STJ |                  |
| 5  | José de Castro Meira                     | Livramento de Nossa Senhora | Fundador                       | Juiz Federal            |               | Ministro do STJ |                  |
| 6  | Petrucio Ferreira da Silva               | São José da Laje            | Fundador                       | Juiz Federal            |               | Falecimento     |                  |
| 7  | Orlando de Souza Rebouças                | Icapuí                      | Fundador                       | Juiz Federal            |               | Aposentadoria   |                  |
| 8  | José Lázaro Alfredo Guimarães            | Salvador                    | Fundador                       | Juiz Federal            |               | Aposentadoria   |                  |
| 9  | Nereu Pereira dos Santos                 | Campina Grande              | Fundador                       | Procurador da República |               | Aposentadoria   |                  |
| 10 | Francisco Cândido de Melo Falcão Neto    | Recife                      | Fundador                       | Advogado                |               | Ministro do STJ |                  |
| 11 | José Maria de Oliveira Lucena            | Limoeiro do Norte           | Orlando Rebouças               | Juiz Federal            |               | Aposentadoria   |                  |
| 12 | Francisco Geraldo Apoliano Dias          | Camocim                     | José Delgado                   | Juiz Federal            |               | Aposentadoria   |                  |
| 13 | Ubaldo Cavalcante Ataíde                 | Correntina                  | Hugo Machado                   | Juiz Federal            |               | Aposentadoria   |                  |
| 14 | Margarida de Oliveira Cantarelli         | Recife                      | Francisco Falcão               | Advogada                |               | Aposentadoria   |                  |
| 15 | Francisco de Queiroz Bezerra Cavalcanti  | Recife                      | Lei nº 9.967/2000              | Juiz Federal            |               | Aposentadoria   |                  |
| 16 | José Baptista de Almeida Filho           | Ribeirão                    | Lei nº 9.967/2000              | Juiz Federal            |               | Aposentadoria   |                  |
| 17 | Napoleão Nunes Maia Filho                | Limoeiro do Norte           | Lei nº 9.967/2000              | Juiz Federal            |               | Ministro do STJ |                  |
| 18 | Luiz Alberto Gurgel de Faria             | Natal                       | Lei nº 9.967/2000              | Juiz Federal            |               | Ministro do STJ |                  |
| 19 | Paulo Roberto de Oliveira Lima           | Alagoas                     | Araken Mariz                   | Juiz Federal            |               |                 |                  |
| 20 | Paulo de Tasso Benevides Gadelha         | Sousa                       | Lei nº 9.967/2000              | Advogado                |               | Aposentadoria   |                  |
| 21 | Francisco Wildo Lacerda Dantas           | Ipiaú                       | Castro Meira                   | Juiz Federal            |               | Aposentadoria   |                  |
| 22 | Marcelo Navarro Ribeiro Dantas           | Natal                       | Nereu Santos                   | Procurador da República |               | Ministro do STJ |                  |
| 23 | Manoel de Oliveira Erhardt               | Gravatá                     | Napoleão Nunes Maia Filho      | Juiz Federal            |               |                 |                  |
| 24 | Vladimir Souza Carvalho                  | Itabaiana                   | Ridalvo Costa                  | Juiz Federal            |               |                 |                  |
| 25 | Rogério de Meneses Fialho Moreira        | João Pessoa                 | Petrucio Ferreira              | Juiz Federal            |               |                 |                  |
| 26 | Francisco Barros Dias                    | Olho-d'Água do Borges       | Ubaldo Cavalcante              | Juiz Federal            |               | Aposentadoria   |                  |
| 27 | Edilson Pereira Nobre Júnior             | Natal                       | José Baptista de Almeida Filho | Juiz Federal            |               |                 |                  |
| 28 | Fernando Braga Damasceno                 | Ceará                       | Paulo Gadelha                  | Procurador da República |               |                 |                  |
| 29 | Francisco Roberto Machado                | Ceará                       | Francisco Cavalcanti           | Juiz Federal            |               |                 |                  |
| 30 | Paulo Cordeiro Machado                   | Rio de Janeiro              | Luiz Alberto Gurgel de Faria   | Juiz Federal            |               |                 |                  |
| 31 | Cid Marconi Gurgel de Souza              | Ceará                       | Margarida Cantarelli           | Advogado                |               |                 |                  |
| 32 | Carlos Rebêlo Júnior                     | Pará                        | Barros Dias                    | Juiz Federal            |               |                 |                  |
| 33 | Rubens de Mendonça Canuto                | Alagoas                     | Geraldo Apoliano               | Juiz Federal            |               |                 |                  |
| 29 | Alexandre Costa de Luna Freire           | Paraíba                     | José Maria Lucena              | Juiz Federal            |               |                 |                  |
| 30 | Élio Wanderley de Siqueira Filho         | Recife                      | Francisco Wildo                | Juiz Federal            |               |                 |                  |
| 31 | Leonardo Henrique de Cavalcante Carvalho | Fortaleza                   | Marcelo Navarro                | Advogado                |               |                 |                  |
| 32 | Roberto Wanderley Nogueira               | Recife                      | Lázaro Guimarães               | Juiz Federal            |               |                 |                  |
| 33 | Francisco Alves dos Santos Júnior        | Ceará                       | Lei nº 14.253/2021             | Juiz Federal            |               |                 |                  |
| 34 | Sebastião José Vasques de Moraes         |                             | Lei nº 14.253/2021             | Juiz Federal            |               |                 |                  |
| 35 | Germana de Oliveira Moraes               | Ceará                       | Lei nº 14.253/2021             | Juiz Federal            |               |                 |                  |
| 36 | Joana Carolina Lins Pereira              | Pernambuco                  | Lei nº 14.253/2021             | Juiz Federal            |               |                 |                  |
| 37 | Leonardo Resende Martins                 | Ceará                       | Lei nº 14.253/2021             | Juiz Federal            |               |                 |                  |
| 38 | Frederico Widson da Silva Dantas         | Bahia                       | Lei nº 14.253/2021             | Juiz Federal            |               |                 |                  |
| 39 | Leonardo Augusto Nunes Coutinho          | Ceará                       | Lei nº 14.253/2021             | Juiz Federal            |               |                 |                  |
| 40 | Rodrigo Tenório Correia da Silva         |                             | Lei nº 14.253/2021             | Procurador da República |               |                 |                  |
| 41 | Cibele Benevides Guedes da Fonseca       |                             | Lei nº 14.253/2021             | Procurador da República |               |                 |                  |